# Callionymus bentuviai
Callionymus bentuviai är en fiskart som beskrevs av Fricke, 1981. Callionymus bentuviai ingår i släktet Callionymus och familjen sjökocksfiskar. Inga underarter finns listade.